# Kalevi Kärkinen
Kalevi Kärkinen (ur. 15 sierpnia 1934 w Helsinkach, zm. 8 kwietnia 2004 w Lahti) – fiński skoczek narciarski.
Jego największym sukcesem jest zajęcie trzeciego miejsca w klasyfikacji generalnej w 9. Turnieju Czterech Skoczni (3. miejsce w Oberstdorfie, 22. miejsce w Garmisch-Partenkirchen, 1. miejsce w Innsbrucku i 3. miejsce w Bischofshofen). Nie brał udziału w mistrzostwach świata i igrzyskach olimpijskich.
Jego młodszy brat, Juhani Kärkinen, także był skoczkiem narciarskim.